# Olympische Sommerspiele 1996/Teilnehmer (Kolumbien)
| Gelbes Symbol für Goldmedaillen mit stilisierten Olympischen Ringen | Graues Symbol für Silbermedaillen mit stilisierten Olympischen Ringen | Braundes Symbol für Bronzemedaillen mit stilisierten Olympischen Ringen |
| ------------------------------------------------------------------- | --------------------------------------------------------------------- | ----------------------------------------------------------------------- |
| —                                                                   | —                                                                     | —                                                                       |

Kolumbien nahm an den Olympischen Sommerspielen 1996 in Atlanta, USA, mit einer Delegation von 48 Sportler (39 Männer und neun Frauen) teil.

## Teilnehmer nach Sportarten

### Boxen
- Beibis Mendoza
Halbfliegengewicht: 9. Platz

- Daniel Reyes
Fliegengewicht: 5. Platz

- Marcos Vernal
Bantamgewicht: 17. Platz

- Dario Esalas
Halbweltergewicht: 17. Platz

### Fechten
- Mauricio Rivas
Degen, Einzel: 13. Platz

- Juan Miguel Paz
Degen, Einzel: 41. Platz

### Gewichtheben
- Juan Fernández
Fliegengewicht: 8. Platz

- Nelson Castro
Fliegengewicht: 16. Platz

- Roger Berrio
Federgewicht: 26. Platz

- Álvaro Velasco
Mittelgewicht: 12. Platz

- Deivan Valencia
I. Schwergewicht: 18. Platz

### Leichtathletik
- William Roldán
5000 Meter: Vorläufe

- Herder Vázquez
10.000 Meter: Vorläufe

- Carlos Grisales
Marathon: 11. Platz

- Julio Hernández
Marathon: 102. Platz

- Héctor Moreno
20 Kilometer Gehen: Rennen nicht beendet
50 Kilometer Gehen: 16. Platz

- Gilmar Mayo
Hochsprung: 21. Platz in der Qualifikation

- Zandra Borrero
Frauen, 100 Meter: Vorläufe
Frauen, 4 × 100 Meter: Vorläufe

- Mirtha Brock
Frauen, 100 Meter: Vorläufe
Frauen, 4 × 100 Meter: Vorläufe

- Patricia Rodríguez
Frauen, 200 Meter: Viertelfinale
Frauen, 4 × 100 Meter: Vorläufe

- Felipa Palacios
Frauen, 200 Meter: Vorläufe
Frauen, 4 × 100 Meter: Vorläufe

- Ximena Restrepo
Frauen, 400 Meter: Vorläufe

- Ingladini González
Frauen, Marathon: 22. Platz

- Zuleima Araméndiz
Frauen, Speerwurf: 28. Platz in der Qualifikation

### Radsport
- Ruber Marín
Straßenrennen: 47. Platz

- Javier Zapata
Straßenrennen: 84. Platz
Einzelzeitfahren: 37. Platz

- Oscar Giraldo
Straßenrennen: 86. Platz

- Dubán Ramírez
Straßenrennen: Rennen nicht beendet
Einzelzeitfahren: 29. Platz

- Raúl Montaña
Straßenrennen: Rennen nicht beendet

- Jhon García
4000 Meter Mannschaftsverfolgung: 17. Platz

- Marlon Pérez
4000 Meter Mannschaftsverfolgung: 17. Platz
Punkterennen: Rennen nicht beendet

- Yovani López
4000 Meter Mannschaftsverfolgung: 17. Platz

- José Velásquez
4000 Meter Mannschaftsverfolgung: 17. Platz

- Jhon Arias
Mountainbike, Cross-Country: 23. Platz

- Juan Arias
Mountainbike, Cross-Country: 34. Platz

- Maritza Corredor
Frauen, Straßenrennen: Rennen nicht beendet
Frauen, Einzelzeitfahren: 24. Platz

### Reiten
- Manuel Torres
Springreiten, Einzel: 40. Platz in der Qualifikation

- Alejandro Davila
Springreiten, Einzel: DNF in der Qualifikation

### Ringen
- José Escobar
Leichtgewicht, griechisch-römisch: 21. Platz

- Juan Diego Giraldo
Schwergewicht, griechisch-römisch: 17. Platz

- José Manuel Restrepo
Halbfliegengewicht, Freistil: 15. Platz

### Schießen
- Bernardo Tobar
Luftpistole: 19. Platz
Schnellfeuerpistole: 23. Platz
Freie Scheibenpistole: 16. Platz

- Danilo Caro
Trap: 31. Platz

### Schwimmen
- Diego Perdomo
100 Meter Freistil: 54. Platz
100 Meter Schmetterling: 30. Platz

- Alejandro Bermúdez
400 Meter Freistil: 21. Platz
400 Meter Lagen: 13. Platz

- Mauricio Moreno
100 Meter Brust: 32. Platz

- Armando Serrano
200 Meter Lagen: 33. Platz

- Isabel Ceballos
Frauen, 100 Meter Brust: 38. Platz
Frauen, 200 Meter Brust: 30. Platz